# Zorg en Zekerheid Leiden
Zorg en Zekerheid Leiden of afgekort ZZ Leiden is een Nederlandse basketbalclub uit Leiden die uitkomt in de BNXT League en gesponsord wordt door ziektekostenverzekeraar Zorg en Zekerheid. Thuiswedstrijden van de club werden tot 30 september 2023 gespeeld in de Vijf Meihal die plaats bood aan 2.000 mensen. Vanaf 18 oktober 2023 speelt de club in Arena 1574 waar de maximale capaciteit 2.435 (zitplaatsen) is. 
In de jaren 1970 en 1980 speelde de club in de eredivisie onder de namen Elmex- en Parker Leiden. In 1978 werd de eerste Leidse landstitel binnengesleept. Van 1986 tot 2006 was Leiden afwezig van het hoogste podium en op vijf jaar na zelfs helemaal verdwenen uit de eredivisie. In 2006 maakte de club onder de naam Zorg en Zekerheid Leiden zijn terugkeer in de eredivisie; de club won sindsdien acht prijzen, waaronder vier landskampioenschappen.

## Geschiedenis

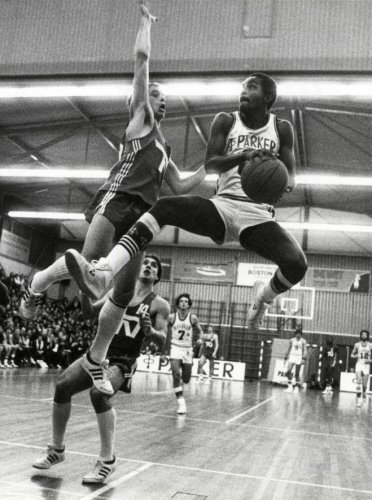
Tony Parker was lange tijd de sterspeler van Parker Leiden

Op 23 september 1958 richtte Ton Kallenberg, een gymleraar aan het Bonaventuracollege in Leiden, de basketbalclub Bona Stars op. In 1967 betrad het eerste herenteam van Leiden de eredivisie. Het eerste seizoen in de Eredivisie speelde de club zijn thuiswedstrijden noodgedwongen in Den Haag, omdat er toen geen geschikte locatie in Leiden beschikbaar was. In september 1968 werd de Vijf Meihal geopend en daarmee was er een geschikte locatie gekomen en konden de thuiswedstrijden in de Eredivisie voortaan in Leiden gespeeld worden. In eerste instantie legde de club, inmiddels BS Leiden genaamd, het nog af tegen de grote clubs uit Amsterdam en Haarlem, maar onder de naam Mercasol Leiden bereikte de club de top van Nederland. Toen Parker hoofdsponsor werd in het seizoen 1977/1978 won Leiden voor het eerst de nationale titel. In de finale van de play-offs werd het Delftse Punch verslagen. Het was ook het eerste seizoen dat via play-offwedstrijden de kampioen werd bepaald. Opmerkelijk was dat in de eindstand van het reguliere seizoen Den Bosch op de eerste plaats was geëindigd en Donar Groningen op de tweede plaats, zij werden beiden in de halve finale uitgeschakeld door nummer 3 (Leiden) en nummer 4 (Delft). De beslissende derde finalewedstrijd tussen Parker Leiden en Tripper Jeans Delft werd in Rotterdam Ahoy gespeeld (eindstand 118-98 voor Parker).
In de jaren daarna groeide het basketbal in Leiden maar de landstitel werd nooit meer behaald. In april 1979 speelde Leiden in de Groenoordhallen tegen EBBC Den Bosch voor 11.000 toeschouwers, wat nog altijd een nationaal record is. In 1983 werd onder de naam Elmex Leiden de Haarlem Basketball Week gewonnen. Een seizoen nadat Elmex was gestopt als hoofdsponsor moest Leiden zich in 1986 uit de eredivisie terugtrekken. In de Parker/Elmex periode haalde de club zes keer de finale in negen seizoenen. Na de periode sponsoring (vijf jaar) door Parker-pennen overwoog Elmex (tandpasta) een tienjarig sponsorcontract dat uiteindelijk door het slechte verloop van het eerste seizoen nooit is doorgegaan. Mede daardoor begon een periode van twintig jaar afwezigheid op het hoogste niveau. Daarna kwam BS Leiden nog vijf jaar in de promotiedivisie uit, onder andere dankzij de sponsoring van Luba Uitzendbureaus.

### Eredivisie de terugkeer (2006-2008)
Op 16 februari 2006 werd bekendgemaakt dat Leiden weer eredivisie zou gaan spelen. De nieuwe hoofdsponsor werd verzekeringsmaatschappij Zorg en Zekerheid en de thuiswedstrijden werden, als vanouds, in de Vijf Meihal gespeeld. Ondertussen werkte de speciaal hiervoor opgerichte Stichting Eredivisie Basketball Leiden aan de verdere ontwikkeling van de herboren topclub.
De eerste coach na deze doorstart werd Ivo Boom, een voormalige (jeugd)trainer van BS Leiden, die in het seizoen 2005/2006 kampioen van de promotiedivisie was geworden met Demon Astronauts 2. In dat team speelden onder anderen Johan Kuijper en de broers Roye die in het nieuwe seizoen met coach Boom mee kwamen naar Leiden.
Tijdens de thuiswedstrijd tegen EiffelTowers Den Bosch op Tweede Paasdag 2007 werd de supportersvereniging 'de ZZ Leiden Devils' gepresenteerd. Een week later plaatste Leiden zich ten koste van Leeuwarden, Zwolle en Almere voor de play-offs. In de kwartfinale werd met 2-0 verloren van de latere kampioen EiffelTowers Den Bosch. In seizoen 2007/2008 werden de play-offs niet gehaald. Het derde seizoen startte rommelig en er ontstond onvrede en paniek na een reeks van vijf nederlagen. Op 18 november 2008 werd Ivo Boom ontslagen en nadat Richard den Os enkele wedstrijden als interim had gecoacht, werd Toon van Helfteren als nieuwe trainer/coach aangesteld. Boom was toen aan zijn derde seizoen als hoofdcoach bezig. Met Van Helfteren aan het roer werd de achtste plaats gehaald en daarmee de play-offs. In de eerste ronde werd hierin met 2-0 verloren van Amsterdam.

### Van Helfteren (2008-2014)

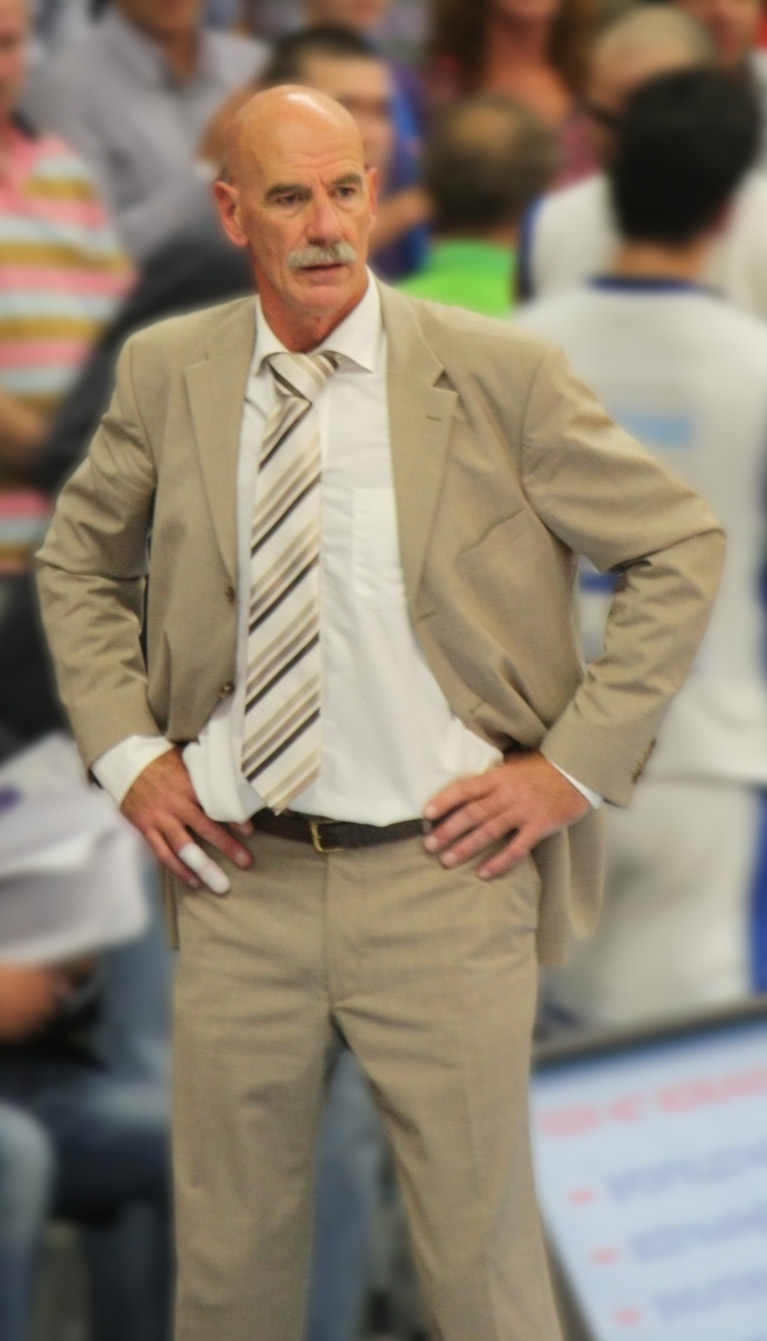
Toon van Helfteren, coachend voor Leiden

De stijgende lijn werd doorgezet en in het seizoen 2009/2010 wist ZZ Leiden de bekerfinale van Amsterdam te winnen. Leiden had in Danny Gibson de MVP van Nederland in de gelederen en ook in de play-offs presteerden de Leidenaren goed. Latere landskampioen GasTerra Flames uit Groningen had alle moeite met Leiden, maar won uiteindelijk met 3–2.
In de zomermaanden werden er een aantal nieuwe spelers gecontracteerd: Worthy de Jong, Ross Bekkering, Terry Sas en de Amerikanen Ryan Anderson, Monta McGhee, Seamus Boxley en Thomas Jackson. Hierna werd Leiden in seizoen 2010/2011 landskampioen door titelverdediger Groningen te verslaan. Nadat Leiden Amsterdam en Nijmegen versloeg in de play-offs won het van Groningen in de laatste van de zeven wedstrijden na drie verlengingen met 96-95 waardoor Leiden de nieuwe landskampioen werd. Leiden had zich op de laatste speeldag in de reguliere competitie verzekerd van de eerste plaats en verdiende daarmee thuisvoordeel in elke ronde. Dit thuisvoordeel bleek uiteindelijk cruciaal, omdat zowel Leiden als Groningen in de finale al hun thuiswedstrijden wisten te winnen.
Voorafgaand aan het seizoen 2011/2012 won Leiden in Utrecht de eerste editie van de Supercup door bekerwinnaar Groningen te verslaan. In december 2011 bereikte Leiden de tweede ronde van de EuroChallenge door als tweede te eindigen in een groep met Beşiktaş uit Turkije, Armia uit Georgië en Göttingen uit Duitsland. In de tweede ronde won Leiden twee wedstrijden, maar werd het laatste in een groep met het Franse Roanne, het Letse Ventspils en het Duitse Oldenburg. In 2012 won ZZ Leiden wederom de NBB-Beker, op 1 april 2012 was Leiden met 88-74 te sterk voor Magixx Playing for KidsRights uit Wijchen. ZZ Leiden bereikte in 2012 weer de finale van de play-offs, maar deze keer was Den Bosch met 4-1 te sterk.
Wel mocht Leiden vanwege de bekerwinst weer om de Supercup spelen, deze keer werd Den Bosch wel verslagen en zo verdedigde Leiden met succes die prijs. In 2013 werd Leiden voor de derde keer landskampioen door in de finale van de play-offs met de grootst mogelijke marge (4-0) van Aris Leeuwarden te winnen. Hiervoor werden ook Nijmegen (3-0) en Groningen (3-0) soeverein verslagen, waardoor ZZ Leiden landskampioen werd zonder nederlaag te hebben geleden in de play-offs. In de reguliere competitie was Leiden nog tweede geworden achter Den Bosch.
In het seizoen 2013/14 verlieten sterkhouders Slagter en Bekkering het team om voor Groningen te gaan spelen, zij werden vervangen door oud-Aris-speler Whit Holcomb-Faye en Nederlands international Joshua Duinker. In de NBB-Beker verloor ZZ voor het eerst in haar geschiedenis een Finale, nadat de Leidenaren het met 79–71 moesten afleggen tegen GasTerra Flames. In de DBL eindigde Leiden op de vierde plaats en kwam het in de halve finale van de play-offs met 3–2 tekort tegen Groningen. Na het seizoen werd besloten om afscheid te nemen van succescoach Toon van Helfteren, die uiteindelijk zes prijzen binnensleepte.

### Belgische coaches Casteels en Vervaeck (vanaf 2014)
Voor het begin van het seizoen 2014/15 legde Leiden de Belgische bondscoach Eddy Casteels vast als vervanger van Van Helfteren. Daarbij werden de Nederlandse sleutelspelers De Jong, Kherrazi, Averink vastgelegd voor de volgende twee (De Jong drie) seizoenen. Ook legden zij de internationals Rogier Jansen en Jeroen van der List vast. De club haalde de Nederlander Floris Versteeg uit Amerika. Hierdoor ontstond er een sterke Nederlandse kern. Verder legde de club de Amerikanen Will Felder, Dylon Cormier en Joe Willman vast. Later in het seizoen kwam er de schutter Maurice Creek bij uit het failliet verklaarde Den Helder Kings.
ZZ Leiden kwam in de beker tot de halve finale waar zij werden uitgeschakeld door Donar Groningen. In de play-offs werden zij ook uitgeschakeld door Donar Groningen in de halve finales.
Voor het begin van het seizoen 2015-2016 bleven alle Nederlandse spelers en haalden zij de center Thomas Koenis van Donar Groningen. Ook legden zij de twee Amerikanen DeRonn Scott en Eric Stutz vast, maar deze twee verlieten nog in 2015 de club. In de plaats van DeRonn Scott kwam Cashmere Wright (oud-speler Donar Groningen) en in plaats van Eric Stutz kwam Marquise Simmons (oud-speler Aris Leeuwarden).
In de seizoenen 2016/17 en 2017/18 nam opnieuw een belg, Paul Vervaeck, het stokje over van Eddy Casteels als hoofdcoach. Na een jaartje in Frankrijk gespeeld te hebben kwam Worthy De Jong terug bij ZZ Leiden in 2017. Samen met Mohamed Kherrazi, de van Zwolle gekomen Clayton Vette, de guard Carrington Love, Sergio de Randamie, Floris Versteeg, Marijn Ververs en Jesse Voorn had ZZ Leiden een sterk seizoen met een finaleplaats in het bekertoernooi en de play-offs van de DBL. Donar Groningen was echter een maatje te groot in beide competities.

### Nederlandse coaches Franke en Hammink (vanaf 2018)
Voor het seizoen 2018/19 werd weer een nieuwe coach aangesteld. Paul Vervaeck vertrok naar z'n woonplaats om aldaar Kangoeroes Basket Mechelen te gaan coachen. ZZ Leiden koos voor de onervaren Rolf Franke. Ook de spelersgroep veranderde; Carrington Love vertrok ook naar Mechelen, Floris Versteeg naar het nieuwe Dutch Windmills Dordrecht en Jessey Voorn naar New Heroes Den Bosch. ZZ Leiden haalde drie nieuwe Amerikanen; Kenneth Simms voor de centerpositie, Maurice Watson Jr. als guard en Darius Thompson als combo guard. ZZ Leiden koos er voor om in het seizoen 2018/19 ook uit te komen in de FIBA Europe Cup. Hier in kwam Leiden tot de laatste 16. De club werd uitgeschakeld door de latere winnaar van het toernooi, Dinamo Sassari uit Italië.
Op 31 maart 2019 won Leiden, onder leiding van coach Rolf Franke, haar derde NBB beker. Landstede Zwolle werd in Zwolle verslagen. Deze beker was de eerste prijs in zes jaar.
Half mei 2020 tekende Geert Hammink een contract voor een seizoen om Franke op te volgen. Het bestuur sprak de nadrukkelijke wens uit met een fulltimecoach te werken, anders dan met Franke die het coachen naast zijn werk als manager bij een grote bank deed. Met Hammink koos ZZ Leiden weer voor een relatief onervaren coach, maar als speler (NBA en Europese top) en als makelaar heeft hij wel de nodige kennis/ervaring/vaardigheden en een groot basketbal netwerk. Hammink was eerder actief als coach van Windmills Dordrecht dat in seizoen 2018–2019 vanwege financiële problemen uit de competitie werd genomen. Daarnaast tekende Worthy de Jong eind mei 2020 voor drie seizoenen bij. De zelf opgeleide (jeugd)spelers Ververs en Koehler tekenden voor twee, respectievelijk een seizoen bij, verder werden de op college gespeelde Nederlandse Luuk van Bree (Bradley) en Emmanuel Nzekwesi (Oral Roberts) en de Amerikaanse spelers Desure Buie, BJ Stith en Michael Finke vastgelegd voor het seizoen 20/21. Deze groep werd aangevuld met vier spelers die rechtstreeks uit de jeugdteams van ZZ Leiden kwamen. Daarmee was deze selectie de jongste gemiddeld ooit sinds de terugkeer van Leiden in de DBL.
Hoofdsponsor Zorg en Zekerheid liet in 2020 weten het contract voor seizoen 2021/2022 te zullen verlengen. Na de doorstart vanwege corona in januari, werden de Amerikanen D. Buie en BJ Stith vervangen door Giddy Potts en Carrington Love, die ook in seizoen 2017/2018 al voor ZZ Leiden speelde. Daardoor kwam er een betere verdeling tussen ervaren en onervaren spelers. Ook Love vertrok na enkele wedstrijden en werd begin februari 2021 vervangen door Riley La Chance een guard die eerder in Polen en België basketbalde. Eind februari 2021 kwam daar vlak voor de uiterste transferperiode ook nog Nick King bij, als versterking op de 4- en 5-positie. Uiteindelijk werd ZZ Leiden op 27 mei kampioen door Den Bosch in de play-offsfinale met 3-0 te verslaan. Half juni 2021 verlengde Hammink zijn contract voor twee seizoenen.
Voor seizoen 2021/2022 bleven drie Nederlandse spelers onder contract bij ZZ Leiden. Worthy de Jong, Marijn Ververs en Luuk van Bree terug uit de Engelse competitie, kwam Maarten Bouwknecht en van New Heroes Den Bosch kwam de talentvolle Quincy Tjon Affo over. Daarbij kwamen de twee Litouwers Arunas Mikalauskas, hij speelde eerder in Leeuwarden en Rotterdam en Einaras Tubutis een onervaren 2 meter 7 lange forward/center. Ook de in Denemarken geboren, en de laatste jaren op college gespeelde Asbjorn Midtgaard kwam als sterke en 2 meter 13 lange center bij het team. Alhoewel als eerste jaarsprof, speelde hij wel een aantal wedstrijden in de NBA Summer League. De enige Amerikaan was J. Dunn en de bankspelers M. van het Hoff, J. de Windt en K. Jonathan maakten het team compleet. Later in het seizoen werden Peter Olisemeka en Lucas Kruithof nog aan het team toegevoegd. De halve finale van de FIBA-Eurocup werd gehaald, de finale van de BNXT-competitie NL-deel werd verloren van Den Bosch (serie 2-3), maar de allereerste BNXT-titel (Nederland en België) werd wel gewonnen door Donar te verslaan in twee wedstrijden. In de halve finale werd verrassend gewonnen van BC Oostende de vooraf verwachte kampioen van België (al tien seizoenen op rij).
De week na het BNXT-kampioenschap werd bekend dat Geert Hammink zijn derde contractjaar niet zou uitdienen. Hij vertrok naar Skyliners Frankfurt, en ook Worthy de Jong had eerder aangekondigd te gaan stoppen en over te stappen naar 3×3-basketbal.

### Periode Doug Spradley (vanaf 2022)
De eerste twee spelers die langdurige contracten tekenden bij ZZ Leiden na het Bnxt-kampioenschap waren Maarten Bouwknecht (2 jaar) en aanvoerder Marijn Ververs (3 jaar). Niet lang daarna kwam Stan van den Elzen (2 jaar) erbij; hij kwam over van Den Helder Suns, waar hij een goed seizoen speelde en de prijs Most Improved Player had gewonnen. Niet veel later werd er een nieuwe coach gevonden in Roberts Stelmahers een voormalige Letlandse topspeler en coach (o.a. bij Litouwse, Estlandse en een Poolse club). Niet veel later bleek dat hij ook voor de Tsjechische topclub Nymburk had getekend en niet naar Leiden zou komen. Uiteindelijk kon de club in augustus ongeveer drie weken voor de start van de voorbereiding van het seizoen een goede vervanger vinden in de Amerikaanse Duitser Douglas Spradley, die in het begin van zijn professionele basketbalcarrière de eerste drie seizoenen voor Black Velvet Candians Amsterdam speelde voordat hij naar de Duitse basketbal Bundesliga vertrok. Ondanks al deze commotie, lukte het ook nog de Litouwse forward/center Erikas Venskus en de Poolse forward/center Szymon Wojcik te contracteren. Eerder had Luuk van Bree al voor twee jaar bijgetekend. Midden augustus kwamen daar de Amerikaanse spelers Deion Hammond en Tommy Rutherford bij. Ook assistent-coach Jan Stalman tekende een contract voor een jaar. Begin september kwamen daar nog de Amerikaanse speler Wesley Alcegair en Roeland Schaftenaar (net na het EK basketball) bij. De Pool Szymon Wojcik werd te licht bevonden en zijn contract werd ontbonden. Deze groep werd met de jeugdspelers Lucas Kruithof, Nezar Kanbier, Liam van de Schalie en Duko Bos aangevuld. Eind januari vertrok Alcegaire nadat hij zelf zijn tijdelijke contract niet wilde verlengen, hij werd tijdelijk vervangen door Worthy de Jong en voor de rest van het seizoen door David Collins een Amerikaan die college speelde bij Clemson en kort in de G-league voor de Ontario Clippers.
Op 12 maart won het team de 55e editie van de NBB-cup door Landstede Hammers in Zwolle met 72-70 te verslaan. Op 29 mei won het team het Nederlandse kampioenschap na een winst van 82-81 op Donar Groningen. Op 13 juni maakte ZZ Leiden het winnen van de "treble" compleet door de derde finalewedstrijd voor het BNXT-kampioenschap van Filou Oostende te winnen (81-90). Eerder won Leiden een keer in Oostende en won Oostende een keer in Leiden.
Tijdens de viering bij het stadshuis Leiden van het kampioenschap maakte coach Spradley bekend dat hij nog één seizoen bij ZZ Leiden zou blijven coachen. Naast de doorlopende contracten van Ververs, Van den Elzen, Van Bree en Bouwknecht tekende in de zomer ook Lucas Kruithof een contract voor drie jaar en Roeland Schaftenaar voor één seizoen bij. Ook de jeugdspelers Van de Schalie en Bos bleven, en dus telde de selectie al acht spelers ruim voor de start van seizoen 23/24. In de zomermaanden tekenden de Amerikanen Tajion Jones (UNC Asheville) en Alex Gross (Morehead State) een contract voor een jaar. Daarbij kwam ook nog de 18-jarige jeugdinternational Jibbe Sicking van Apollo Amsterdam, die voor drie seizoenen tekende. 
Aan het begin van het seizoen 2023-24 won ZZ Leiden de Supercup, dit was de laatste prijs die de club won in de Vijf Mei Hal. In oktober 2023 verhuisde ZZ Leiden naar de nieuwe hal 'Arena 1574'. De eerste thuiswedstrijd in de nieuwe hal de Europa Cup wedstrijd tegen het Franse BCM Gravelines Dunkerque op 18 oktober 2023. Deze wedstrijd werd gewonnen.
Half januari 24 tekende de Amerikaanse forward Brock Gardner een contract tot het einde van het seizoen. Op 1 mei 2024 verlengde coach Spradley zijn contract met ZZ Leiden voor nog eens 2 seizoenen. Na de cross border fase van de Bnxt competitie eindigde ZZL als 4e, in de play-offs werd daardoor Feyenoord basketbal de eerste tegenstander. Die serie werd door ZZL met 2 - 0 gewonnen. De halve finale tegen de Landstede Hammers werd na 3 spannende wedstrijden met 3 - 0 gewonnen. De finale tegen New Heroes Den Bosch eindigde in 3 - 1 (96-89, 83-65, 65-79, 92-81) waardoor het 6e landskampioenschap werd behaald en voor het eerst de 2e titel op rij. Dit was de eerste titel voor Leiden in 'Arena 1574'.
Als landskampioen plaatste Leiden zich voor de derde keer op rij voor de finale van de BNXT League. Deze finale werd verloren van Oostende.
Enkele dagen na de verloren BNXT finale, werd bekend gemaakt dat Marijn Ververs, Luuk van Bree en Maarten Bouwknecht zouden vertrekken bij ZZ Leiden (seizoen 24/25). De contracten van Kruithof en Sicking liepen nog door en Schaftenaar tekende voor 1 seizoen bij. Van Leeuwarden basketbal kwam Dimitri Maconda over die voor 3 seizoenen tekende. In de zomerperiode werd overeenstemming bereikt met drie Amerikaanse spelers: Jordan Davis (laatste club Nyon Zwitserland) Patrick Cartier (college Colorado State), Aaron Cook (laatste club Bremerhaven Duitsland) en één Canadees TJ Lall (laatste club Leicester Riders Engeland). Zij tekenden allemaal een contract voor 1 seizoen. Op 14 augustus kwam daar de Amerikaanse center Brad Greene bij (laatste club Bristol Flyers uit de Britse basketbal competitie). In het begin van de competitie kwamen daar ook nog de Nederlandse spelers Duko Bos (1 jaar) en Sam Huurman (3 jaar) bij. 
In september 2024 won Leiden in de eigen Arena 1574 de Supercup, door bekerwinnaar Den Bosch zeer ruim te verslaan met 87-58. 

### Namen
Mede door de veranderende hoofdsponsors, heeft de club in het verleden meerdere namen gekend.
- 1967–1975: Bona Stars
- 1975–1977: Mercasol Leiden
- 1977–1982: Parker Leiden
- 1982–1985: Elmex Leiden
- 1985–1986: BS Leiden
- 2006–heden: Zorg en Zekerheid Leiden

## Erelijst
- BNXT League

Winnaar (2): 2022,2023
Finalist (1): 2024
- Nederlands landskampioenschap

Winnaar (6): 1978, 2011, 2013, 2021, 2023, 2024
Finalist (8): 1979, 1980, 1981, 1984, 1985, 2012, 2018, 2022
- NBB-Beker / Basketball Cup

Winnaar (4): 2010, 2012, 2019, 2023
Finalist (3): 2014, 2016, 2018
- Supercup

Winnaar (5): 2011, 2012, 2021, 2023, 2024
- Haarlem Basketball Week: 1983 (Elmex Leiden)
- Landskampioen onder de 20: 2008 (ZZ Leiden)
- Leidse Sportploeg: 2010, 2013 (ZZ Leiden)
- Europa cup II (Saporta Cup): Halve finale in 1979/80 (Parker Leiden)
- EuroChallenge: 2e Ronde (beste 16) in 2011/12
- FIBA Europe Cup: achtste finales (beste 16) in 2018/19 halve finales (beste 4) in 2021/2022

## Resultaten
| Seizoen | Nationaal                      | Nationaal                      | Nationaal                      | Nationaal                      | Bekers                         | Bekers                         | Europa                         | Europa                         | Europa                         |
| Seizoen | Niv.                           | Comp.                          | Pos.                           | Play-offs                      | NBB-Beker                      | Supercup                       | Niv.                           | Comp.                          | Resultaat                      |
| ------- | ------------------------------ | ------------------------------ | ------------------------------ | ------------------------------ | ------------------------------ | ------------------------------ | ------------------------------ | ------------------------------ | ------------------------------ |
| 1967–68 | 1                              | Eredivisie                     | 6                              | –                              | –                              |                                |                                |                                |                                |
| 1968–69 | 1                              | Eredivisie                     | 8                              | –                              | –                              |                                |                                |                                |                                |
| 1969–70 | 1                              | Eredivisie                     | 5                              | –                              | –                              |                                |                                |                                |                                |
| 1970–71 | 1                              | Eredivisie                     | 3                              | –                              | –                              |                                |                                |                                |                                |
| 1971–72 | 1                              | Eredivisie                     | 8                              | –                              | –                              |                                |                                |                                |                                |
| 1972–73 | 1                              | Eredivisie                     | 6                              | –                              | –                              |                                |                                |                                |                                |
| 1973–74 | 1                              | Eredivisie                     | 7                              | –                              | –                              |                                |                                |                                |                                |
| 1974–75 | 1                              | Eredivisie                     | 5                              | –                              | –                              |                                |                                |                                |                                |
| 1975–76 | 1                              | Eredivisie                     | 10                             | –                              | –                              |                                |                                |                                |                                |
| 1976–77 | 1                              | Eredivisie                     | 10                             | –                              | –                              |                                |                                |                                |                                |
| 1977–78 | 1                              | Eredivisie                     | 3                              | Kampioen                       | –                              |                                |                                |                                |                                |
| 1978–79 | 1                              | Eredivisie                     | 2                              | Finalist                       | –                              |                                | 1                              | Europacup I                    | GF                             |
| 1979–80 | 1                              | Eredivisie                     | 1                              | Finalist                       | –                              |                                | 2                              | Europacup II                   | HF                             |
| 1980–81 | 1                              | Eredivisie                     | 1                              | Finalist                       | –                              |                                | 2                              | Europacup II                   | GF                             |
| 1981–82 | 1                              | Eredivisie                     | 3                              | Halvefinalist                  | –                              |                                | 2                              | Europacup II                   | GF                             |
| 1982–83 | 1                              | Eredivisie                     | 3                              | Halvefinalist                  | –                              |                                | 3                              | Korać Cup                      | Q2                             |
| 1983–84 | 1                              | Eredivisie                     | 2                              | Finalist                       | –                              |                                |                                |                                |                                |
| 1984–85 | 1                              | Eredivisie                     | 2                              | Finalist                       | –                              |                                |                                |                                |                                |
| 1985–86 | 1                              | Eredivisie                     | 4                              | Halvefinalist                  | –                              |                                |                                |                                |                                |
| 1986–06 | Lagere klassen & niet bestaand | Lagere klassen & niet bestaand | Lagere klassen & niet bestaand | Lagere klassen & niet bestaand | Lagere klassen & niet bestaand | Lagere klassen & niet bestaand | Lagere klassen & niet bestaand | Lagere klassen & niet bestaand | Lagere klassen & niet bestaand |
| 2006–07 | 1                              | Eredivisie                     | 8                              | Kwartfinalist                  | Kwartfinalist                  |                                |                                |                                |                                |
| 2007–08 | 1                              | Eredivisie                     | 9                              | –                              |                                |                                |                                |                                |                                |
| 2008–09 | 1                              | Eredivisie                     | 8                              | Kwartfinalist                  |                                |                                |                                |                                |                                |
| 2009–10 | 1                              | Eredivisie                     | 5                              | Halvefinalist                  | Winnaar                        |                                |                                |                                |                                |
| 2010–11 | 1                              | DBL                            | 1                              | Kampioen                       | Vierde ronde                   |                                | 3                              | EuroChallenge                  | KR                             |
| 2011–12 | 1                              | DBL                            | 1                              | Finalist                       | Winnaar                        | Winnaar                        | 3                              | EuroChallenge                  | T16                            |
| 2012–13 | 1                              | DBL                            | 2                              | Kampioen                       | Halvefinalist                  | Winnaar                        |                                |                                |                                |
| 2013–14 | 1                              | DBL                            | 4                              | Halvefinalist                  | Finalist                       | Finalist                       | 3                              | EuroChallenge                  | GF                             |
| 2014–15 | 1                              | DBL                            | 2                              | Halvefinalist                  | Halvefinalist                  | Finalist                       |                                |                                |                                |
| 2015–16 | 1                              | DBL                            | 2                              | Halvefinalist                  | Finalist                       | –                              | 3                              | FIBA Europe Cup                | GF                             |
| 2016–17 | 1                              | DBL                            | 3                              | Halvefinalist                  | Kwartfinalist                  | –                              |                                |                                |                                |
| 2017–18 | 1                              | DBL                            | 3                              | Finalist                       | Finalist                       | –                              |                                |                                |                                |
| 2018–19 | 1                              | DBL                            | 1                              | Halvefinalist                  | Winnaar                        | Finalist                       | 4                              | FIBA Europe Cup                | L16                            |
| 2019–20 | 1                              | DBL                            | 5                              | niet gespeeld                  | Kwartfinalist                  | Finalist                       | 4                              | FIBA Europe Cup                | 2R                             |
| 2020–21 | 1                              | DBL                            | 1                              | Kampioen                       | Kwartfinalist                  | –                              |                                |                                |                                |
| 2021–22 | 1                              | BNXT                           | 3 (1e NL)                      | Finalist                       | Halve finale                   | Winnaar                        | 3                              | Champions League               | KR                             |
| 2021–22 | 1                              | BNXT                           | 3 (1e NL)                      | Finalist                       | Halve finale                   | Winnaar                        | 4                              | FIBA Europe Cup                | HF                             |
| 2022–23 | 1                              | BNXT                           | 4 (1e NL)                      | Kampioen                       | Winnaar                        | –                              |                                |                                |                                |
| 2022–23 | 1                              | BNXT                           | 4 (1e NL)                      | Kampioen                       | Winnaar                        | –                              | 4                              | FIBA Europe Cup                | KR                             |
| 2023–24 | 1                              | BNXT                           | 4 (2e NL)                      | Kampioen                       | Halve Finale                   | Winnaar                        |                                |                                |                                |
| 2023–24 | 1                              | BNXT                           | 4 (2e NL)                      | Kampioen                       | Halve Finale                   | Winnaar                        | 4                              | FIBA Europe Cup                | L16                            |
| 2024–25 | 1                              | BNXT                           |                                |                                |                                | Winnaar                        |                                |                                |                                |
| 2024–25 | 1                              | BNXT                           |                                |                                |                                | Winnaar                        |                                |                                |                                |

## Resultaten in Europa
Tot en met het seizoen 2021/2022 kwam de club twaalf keer uit in verschillende Europese competities en speelde in totaal 102 wedstrijden (waarvan 48 keer winst). Eind jaren zeventig en begin jaren tachtig won Parker Leiden in de Europacup I en II van bekende Europese grootmachten zoals Olympiakos, Panathinaikos (Griekenland), Cantù, Varese (Italië), Joventut Badalona (Spanje) en Efes Pilsen SK (Turkije).
Europa Cup I
In 1978-1979 deed Parker als landskampioen voor de eerste en enige keer in de Europacup I (de huidige Euroleague) mee. Parker won tweemaal van zowel Crystal Palace Chevrons (Engeland) als Södertälje BBK (Zweden) en ook één keer van Joventut Freixenet Badalona (Spanje). Door een ruime uitnederlaag tegen Joventut werd Parker Leiden op onderling resultaat tweede in de groepsfase en werd uitgeschakeld.
Europa Cup II 1979-1982
Parker Leiden speelde drie keer in de Europa Cup II (later bekend als Saporta Cup, ULEB Cup en nu Eurocup) en bereikte in het seizoen 1979/1980 de halve finale tegen Emerson Varese uit Italië. Thuis verloor Leiden met 87-89, uit met 95-87 tegen de latere winnaar. De Amerikaanse spelverdeler Mitchell Plaat was in beide wedstrijden met respectievelijk 26 en 28 punten de Leidse topscorer. Dit is nog altijd de beste Europese prestatie van Leiden.
| Seizoen | Niveau | Competitie       | Ronde          | Tegenstander                | Thuis   | Uit    |
| ------- | ------ | ---------------- | -------------- | --------------------------- | ------- | ------ |
| 1978–79 | 1      | Europacup I      | Groepsfase     | Crystal Palace Chevrons     | 125–89  | 88–96  |
| 1978–79 | 1      | Europacup I      | Groepsfase     | Joventut Freixenet Badalona | 101–89  | 97–82  |
| 1978–79 | 1      | Europacup I      | Groepsfase     | Södertälje                  | 115–86  | 76–77  |
| 1979–80 | 2      | Europacup II     | Groepsfase     | Caen                        | 106–77  | 81–92  |
| 1979–80 | 2      | Europacup II     | Groepsfase     | Panathinaikos               | 95–86   | 88–86  |
| 1979–80 | 2      | Europacup II     | Groepsfase     | Gabetti Cantù               | 112–108 | 100–86 |
| 1979–80 | 2      | Europacup II     | Halve finale   | Emerson Varese              | 87–89   | 95–87  |
| 1980–81 | 2      | Europacup II     | Kwalificatie 1 | Hapoel Ramat-Gan            | 92–87   | 97–96  |
| 1980–81 | 2      | Europacup II     | Kwalificatie 2 | RBC Verviers-Pepinster      | 93–73   | 70–83  |
| 1980–81 | 2      | Europacup II     | Groepsfase     | Turisanda Varese            | 85-84   | 92–74  |
| 1980–81 | 2      | Europacup II     | Groepsfase     | FC Barcelona                | 76-97   | 105-90 |
| 1980–81 | 2      | Europacup II     | Groepsfase     | Efes Pilsen SK              | 91-72   | 86-90  |
| 1981–82 | 2      | Europacup II     | Kwalificatie 1 | AS Soleuvre                 | 107–50  | 57–94  |
| 1981–82 | 2      | Europacup II     | Kwalificatie 2 | AEK Athene                  | 102–67  | 78–89  |
| 1981–82 | 2      | Europacup II     | Groepsfase     | Stroitel Kiev               | 69-72   | 74–76  |
| 1981–82 | 2      | Europacup II     | Groepsfase     | Inter Slovnaft Brastislava  | 86-83   | 83-96  |
| 1981–82 | 2      | Europacup II     | Groepsfase     | Real Madrid                 | 90-98   | 97-90  |
| 1982–83 | 3      | Korać Cup        | Kwalificatie 1 | Olympiakos                  | 92–69   | 71-70  |
| 1982–83 | 3      | Korać Cup        | Kwalificatie 2 | Tours                       | 68–67   | 84-80  |
| 2010/11 | 3      | EuroChallenge    | Kwalificatie   | Pınar Karşıyaka             | 56–87   | 77–63  |
| 2011/12 | 3      | EuroChallenge    | Groepsfase     | Beşiktaş Milangaz           | 58–86   | 76–69  |
| 2011/12 | 3      | EuroChallenge    | Groepsfase     | Armia Tbilisi               | 76–59   | 74–71  |
| 2011/12 | 3      | EuroChallenge    | Groepsfase     | BG Göttingen                | 81–70   | 70–81  |
| 2011/12 | 3      | EuroChallenge    | Top 16         | EWE Baskets Oldenburg       | 76–71   | 85–72  |
| 2011/12 | 3      | EuroChallenge    | Top 16         | BK Ventspils                | 57–60   | 69–73  |
| 2011/12 | 3      | EuroChallenge    | Top 16         | Chorale Roanne              | 63–68   | 91–56  |
| 2013/14 | 3      | EuroChallenge    | Groepsfase     | Cholet                      | 67–76   | 74–52  |
| 2013/14 | 3      | EuroChallenge    | Groepsfase     | Bakken Bears Århus          | 61–62   | 79–81  |
| 2013/14 | 3      | EuroChallenge    | Groepsfase     | Kataja Joensuu              | 72–58   | 77–63  |
| 2015/16 | 3      | EuroChallenge    | Groepsfase     | Fraport Skyliners Frankfurt | 51–76   | 63–58  |
| 2015/16 | 3      | EuroChallenge    | Groepsfase     | FC Porto                    | 62–70   | 77–51  |
| 2015/16 | 3      | EuroChallenge    | Groepsfase     | Krka Novo mesto             | 78–86   | 79–51  |
| 2018/19 | 4      | FIBA Europe Cup  | Kwalificatie 2 | ECE Kapfenberg Bulls        | 68–57   | 62–79  |
| 2018/19 | 4      | FIBA Europe Cup  | Groepsfase     | Sakarya BB                  | 99–97   | 56–69  |
| 2018/19 | 4      | FIBA Europe Cup  | Groepsfase     | CSM Oradea                  | 90-76   | 72–76  |
| 2018/19 | 4      | FIBA Europe Cup  | Groepsfase     | s.Oliver Würzburg           | 65–75   | 87–61  |
| 2018/19 | 4      | FIBA Europe Cup  | Tweede ronde   | Bakken Bears Århus          | 89–85   | 111–71 |
| 2018/19 | 4      | FIBA Europe Cup  | Tweede ronde   | Avtodor Saratov             | 72–97   | 105–81 |
| 2018/19 | 4      | FIBA Europe Cup  | Tweede ronde   | Kataja Joensuu              | 87–72   | 92–80  |
| 2018/19 | 4      | FIBA Europe Cup  | Achtste finale | Dinamo Sassari              | 93–97   | 94–68  |
| 2019/20 | 4      | FIBA Europe Cup  | Kwalificatie   | Beroe Stara Zagora          | 108–86  | 86–71  |
| 2019/20 | 4      | FIBA Europe Cup  | Groepsfase     | Benfica                     | 84–68   | 103-99 |
| 2019/20 | 4      | FIBA Europe Cup  | Groepsfase     | Inter Bratislava            | 80–67   | 78–88  |
| 2019/20 | 4      | FIBA Europe Cup  | Groepsfase     | Pécsi VSK-Veolia            | 105–100 | 87–77  |
| 2019/20 | 4      | FIBA Europe Cup  | Tweede ronde   | Pınar Karşıyaka             | 65–105  | 112–76 |
| 2019/20 | 4      | FIBA Europe Cup  | Tweede ronde   | Bahçeşehir Koleji Istanbul  | 87–89   | 93–71  |
| 2019/20 | 4      | FIBA Europe Cup  | Tweede ronde   | Jenisej Krasnojarsk         | 89–83   | 96–84  |
| 2021/22 | 3      | Champions League | Kwalificatie 1 | Belfius Mons-Hainaut        | 76-74   |        |
| 2021/22 | 3      | Champions League | Kwalificatie 2 | Tsmoki-Minsk                | 67-69   |        |
| 2021/22 | 4      | FIBA Europe Cup  | Groepsfase     | Iraklis Saloniki            | 71-63   | 83-92  |
| 2021/22 | 4      | FIBA Europe Cup  | Groepsfase     | Mornar Bar                  | 78-73   | 87-74  |
| 2021/22 | 4      | FIBA Europe Cup  | Groepsfase     | Bahçeşehir Koleji Istanbul  | 69-79   | 84-61  |
| 2021/22 | 4      | FIBA Europe Cup  | Tweede ronde   | Medi Bayreuth               | 98-93   | 84-89  |
| 2021/22 | 4      | FIBA Europe Cup  | Tweede ronde   | Parma Perm Parimatch        | 79-75   | 88-91  |
| 2021/22 | 4      | FIBA Europe Cup  | Tweede ronde   | Legia Warschau              | 78-90   | 77-59  |
| 2021/22 | 4      | FIBA Europe Cup  | Kwartfinale    | Hakro Merlins Crailsheim    | 85-77   | 71-68  |
| 2021/22 | 4      | FIBA Europe Cup  | Halve finale   | Bahçeşehir Koleji Istanbul  | 71-77   | 90-82  |
| 2022/23 | 4      | FIBA Europe Cup  | Kwalificatie 1 | Czarni Slupsk               | 78-74   |        |
| 2022/23 | 4      | FIBA Europe Cup  | Kwalificatie 2 | Cholet                      | 59-71   |        |
| 2022/23 | 4      | FIBA Europe Cup  | Groepsfase     |                             |         |        |
| 2023/24 | 4      | FIBA Europe Cup  |                |                             |         |        |

^ – Verlenging.

## Trivia

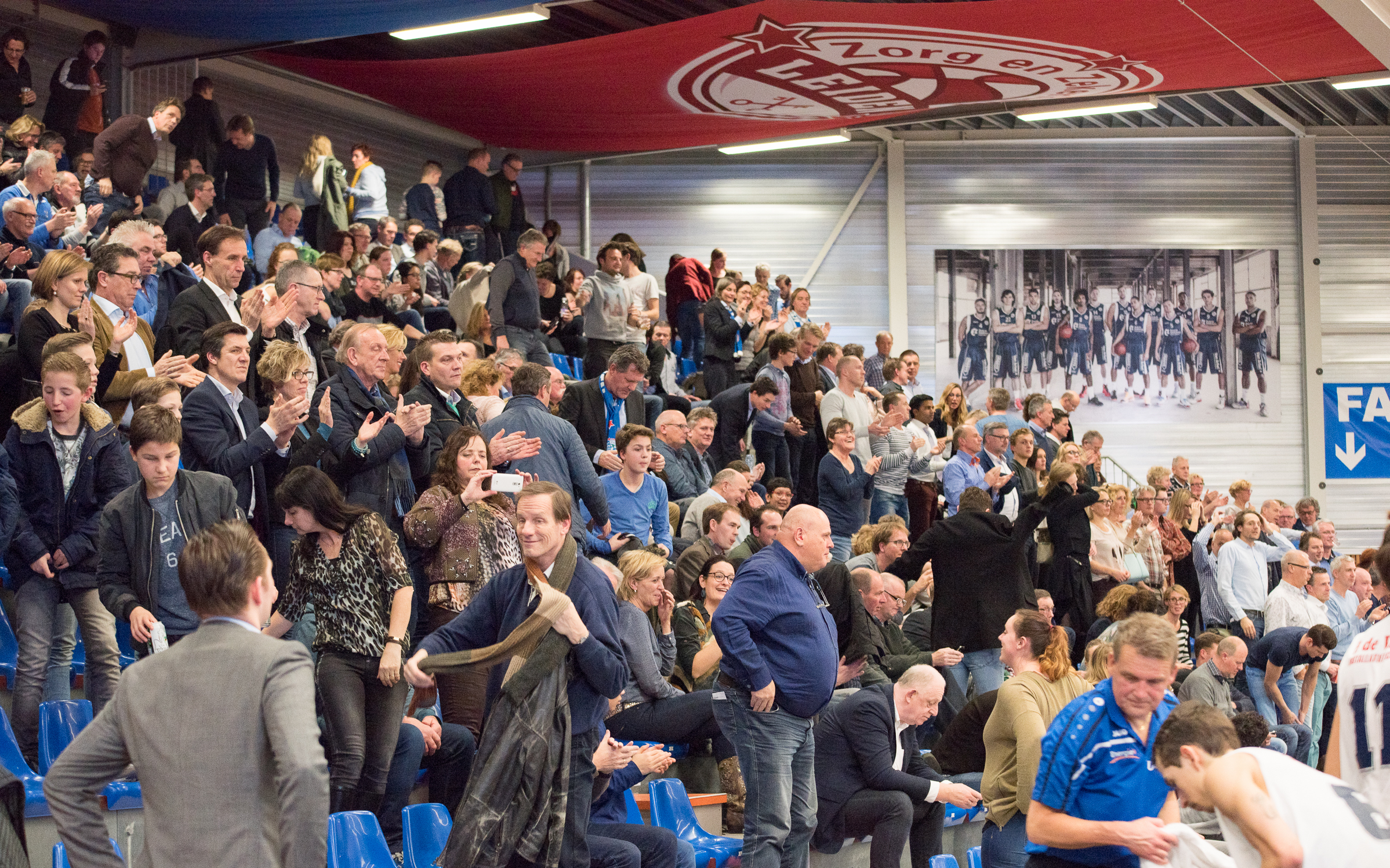
ZZ Leiden fans in het seizoen 2015-16

- Het onder-20-team van ZZ Leiden werd in 2007/2008 landskampioen. ZZ werd vierde in de competitie en won in de play-offs van nummer één EiffelTowers Den Bosch en nummer twee Amsterdam. ZZ had maar twee punten meer dan de niet geplaatste nummer vijf CBV Binnenland.
- Er werd gezegd dat Parker in 1978 zowel de nationale titel als de NBB-Beker won, maar de club zelf ontkent dat. Volgens de club won niet Parker, maar de Leiden International Students Club destijds de beker. Parker deed dat jaar niet mee omdat er in die tijd geen eredivisieclubs deelnamen.
- Leiden nam in 1982 deel aan de FIBA Intercontinental Cup William Jones. Leiden speelde vijf wedstrijden en won alleen van het Amerikaanse Air Force Falcons. Daarmee eindigde Leiden op de 6e en laatste plaats.
- Naast het serieus meespelen op Europees niveau hebben Parker en Elmex Leiden nog andere onofficiële resultaten geboekt. Zo won Parker in december 1981 (op een toernooi in Londen) van het befaamde collegeteam van North Carolina een jaar voordat Micheal Jordan daarvoor ging spelen. James Worthy en Dean Smith waren daar toen wel bij. Elmex Leiden won in 1984 het prestigieuze Kerst basketbal toernooi van Parijs. Ze wonnen verrassend van het nationale Franse team met een punt verschil.
- De Blauwe Brigade is de officiële supportersvereniging van ZZ Leiden. Tot 2018 was de naam van de supportsvereniging de Leiden Devils (Pasen 2007 opgericht) het toen nieuw aangetreden bestuur heeft i.o.m. de leden de naam veranderd in de Blauwe Brigade, beter passend bij vaste clubkleuren en een goed klinkende alliteratie.
- Sinds januari 2021 is er wekelijks ZZ Leiden TV,[6] dat twee keer per week via de regionale radio en televisie zender Sleutelstad FM wordt uitgezonden.

## Coaches
| Coach              | Seizoenen |
| ------------------ | --------- |
| Henny Blom         | 1975-1981 |
| Ton Boot           | 1981      |
| Theo Kinsbergen    | 1982      |
| Ruud Harrewijn     | 1983-1986 |
| Ivo Boom           | 2006-2008 |
| Toon van Helfteren | 2008–2014 |
| Eddy Casteels      | 2014–2016 |
| Paul Vervaeck      | 2016–2018 |
| Rolf Franke        | 2018–2020 |
| Geert Hammink      | 2020-2022 |
| Doug Spradley      | 2022-2026 |

## Bekende (oud-)spelers
- Art Collins (1977–79)
- Mitchell Plaat (1977-82)
- Harry Kip  (1977-83)
- Sid Bruinsma  (1977-82)
- Jimmy Woudstra  (1979-81)
- Tony Parker sr (1980-81)
- Emill Hagens  (1981-1986)
- Bert Kragtwijk (1981-1986)
- Randy Wiel (1982-1985)
- Wilson Washington (1982-83)
- Jerry Beck  (1983-84)
- Toon van Helfteren (1983–86)
- Sjors Besseling (2006–09)
- David Chiotti (2007–09)
- Danny Gibson (2009–10)
- Monta McGhee (2009–11)
- Ronny LeMelle (2009–10)
- Thomas Jackson (2010–12)
- Seamus Boxley (2008–12)
- Ross Bekkering (2010–11, 2012–13)
- Arvin Slagter (2010–13)
- Worthy de Jong (2010–2022)
- Joshua Duinker (2013–14)
- Sean Cunningham (2011–14)
- Rogier Jansen  (2014-17)
- Marijn Ververs (2016-25)
- Alexandru Olah (2018)
- Nuni Omot (2019)
- Sergio de Randamie (2017-20)
- Darius Thompson (2018)
- Luuk van Bree (2020-24)
- Maarten Bouwknecht (2021-24)
- Roeland Schaftenaar (2022-24)

Aalst · Antwerpen · Bemmel · Bergen · Brussel · Charleroi · Den Bosch · Den Helder · Groningen · Hasselt · Kortrijk · Leeuwarden · Leiden · Leuven · Mechelen · Oostende · Rotterdam · Weert · Zwolle